# Allophorocera sectilis
Allophorocera sectilis là một loài ruồi trong họ Tachinidae.